# 上普羅維察鄉
45°08′N 25°38′E / 45.133°N 25.633°E
上普羅維察鄉（羅馬尼亞語：Comuna Provița de Sus, Prahova），是羅馬尼亞的鄉份，位於該國中南部，由普拉霍瓦縣負責管轄，處於布加勒斯特以北90公里，每年平均降雨量1,122毫米，海拔高度554米，2007年人口2,184。